# Ле Форначи (Прато)
Ле Форначи је насеље у Италији у округу Прато, региону Тоскана.
Према процени из 2011. у насељу је живело 69 становника. Насеље се налази на надморској висини од 317 м.